# Cuillé
Cuillé ist eine französische Gemeinde mit 853 Einwohnern (Stand: 1. Januar 2022) im Département Mayenne in der Region Pays de la Loire; sie gehört zum Arrondissement Château-Gontier und zum Kanton Cossé-le-Vivien. Die Einwohner werden Cuilléens genannt.

## Geographie
Cuillé liegt etwa 28 Kilometer westsüdwestlich von Laval. Umgeben wird Cuillé von den Nachbargemeinden Gennes-sur-Seiche und Brielles im Norden, Le Pertre im Nordosten, Méral und Saint-Poix im Osten, Laubrières im Süden und Südosten, Gastines und Fontaine-Couverte im Süden, La Selle-Guerchaise im Südwesten sowie Availles-sur-Seiche im Westen. An der nördlichen Gemeindegrenze verläuft die Seiche, an der Grenze zu Laubrières entspringt das Flüsschen Mée und entwässert zum Oudon.

## Bevölkerungsentwicklung
| 1962                       | 1968 | 1975 | 1982 | 1990 | 1999 | 2006 | 2019 |
| -------------------------- | ---- | ---- | ---- | ---- | ---- | ---- | ---- |
| 1082                       | 997  | 861  | 827  | 863  | 849  | 929  | 842  |
| Quellen: Cassini und INSEE |      |      |      |      |      |      |      |

## Sehenswürdigkeiten
- Kirche Saint-Martin aus dem 12. Jahrhundert, Umbauten aus dem 15., 17. und 19. Jahrhundert
- Kapelle Saint-Bruno-et-Saint-Charles aus dem Jahre 1869

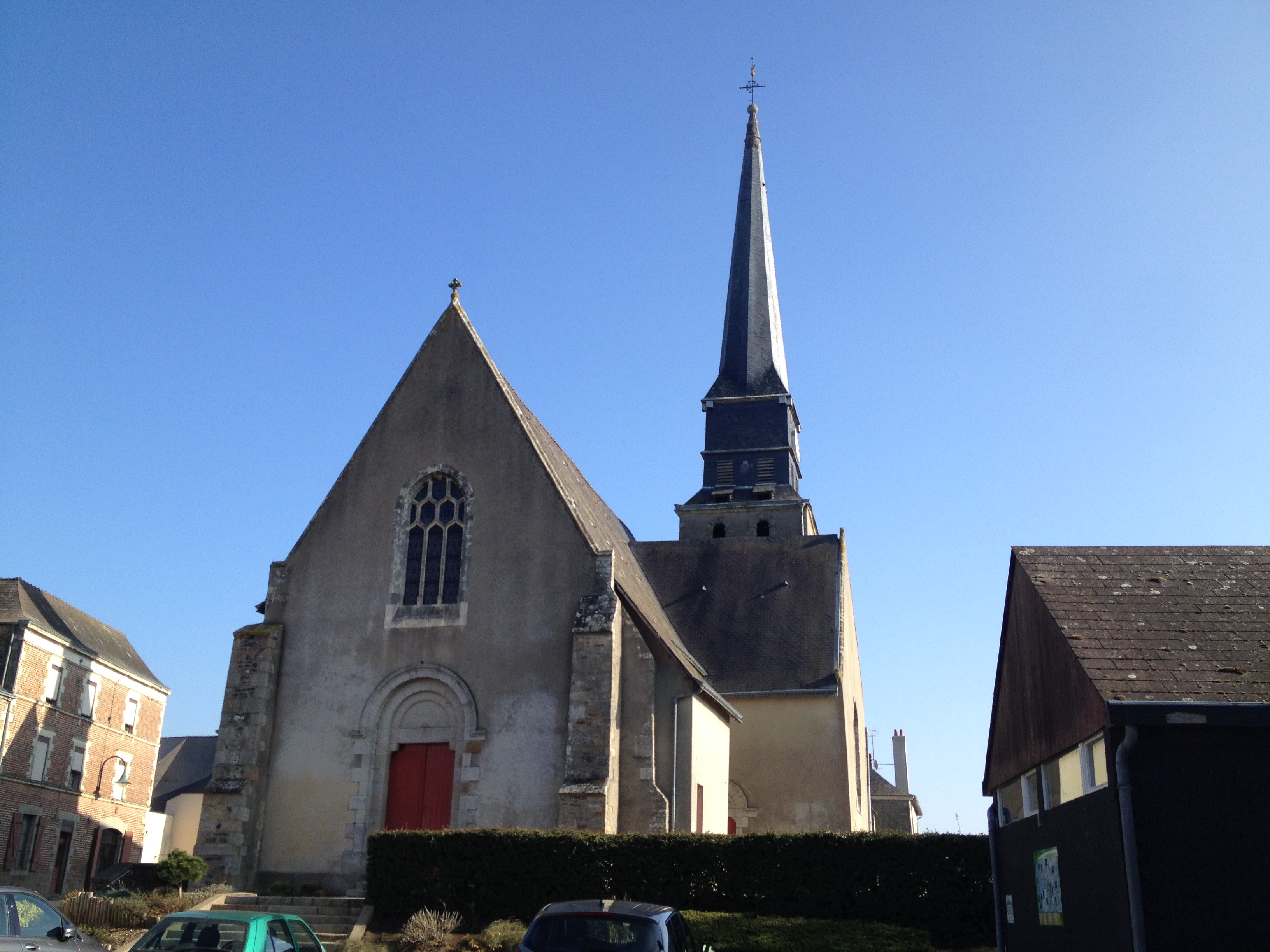
Kirche Saint-Martin

## Persönlichkeiten
- René Charpentier (1680–1723), Bildhauer
- Auguste François Annibal de Farcy (1706–1771), Bischof von Quimper
- Adolphe Le Chaptois (1852–1917), Missionar
- André Foucher (1933–2025), Radrennfahrer